# 殺菌料
殺菌料（さっきんりょう）は、食品中の腐敗細菌などの微生物を死滅させることを目的に食品に添加されたり、食品製造器具に使用される食品添加物。静菌作用を持つ保存料に比べ、一般に毒性が強めなものが多い。

## 主な品目
亜塩素酸ナトリウム
サクランボ、フキ、ブドウ、モモ、菓子製造用柑橘類果皮、数の子調味加工品、生食用野菜類、卵類の卵殻部分に使用できる。漂白剤としての効果もある。食品衛生法上、最終食品の完成前に分解もしくは除去されなければならないと定められている。
過酸化水素
かつては魚肉練り製品やゆで麺にも使われていたが、現在は数の子にのみ使用される。漂白剤としての効果もある。最終食品の完成前に分解もしくは除去されなければならない。
さらし粉、高度さらし粉
漂白効果も併せ持つ。使用できる食品の種類には制限は設けられていない。
次亜塩素酸ナトリウム
1950年に認可を受け、食品用としては有効塩素量2~6%のものが市販されている。漂白剤としても使用されるが、黒ゴマを漂白して白ゴマとして販売されるおそれがあるため、ゴマへの使用は禁止されている。使用時に発がん物質のクロロホルムが生成されることが問題視されている。
次亜塩素酸水
2002年に食品添加物としての認可を受けた。最終食品の完成前に除去されなければならない。
オゾン水
日本では食品添加物としての認可があり、水道水を電解し陽極にできたオゾン水によってオゾンの濃度を高めたものは殺菌力が高く、使用後の洗浄が不必要で安全性が高く食品の味を損ねにくくクロロホルムを生成しないという点が特徴的である。アメリカでは、1997年6月に食品の殺菌剤として安全性に問題がないGRAS（一般安全認定）に分類され、FDAが2001年6月に食品添加物として安全であると発表している。
エタノール（エチルアルコール）
おおよそアルコール分60～70％程度の水溶液としてもやし等の生鮮食品や、食品製造設備、調理器具、従業員の手指消毒まで幅広く使用される。揮発性であるため使用後の洗浄が不要で食品への残留の気遣いが少ないが、密閉していなければ効果が短時間で失われる。同じく揮発性のオゾン水に比べ保存性がよくスプレーボトルのような小規模用途で扱いやすいが、可燃物であるため産業用に多量に保管する場合は消防法上の管理規制が加わる。
以前はフリルフラマイド (AF2) が豆腐や魚肉ソーセージに使われていたが、安全性の問題から1974年に認可が取り消された。